# قصر فيناريا

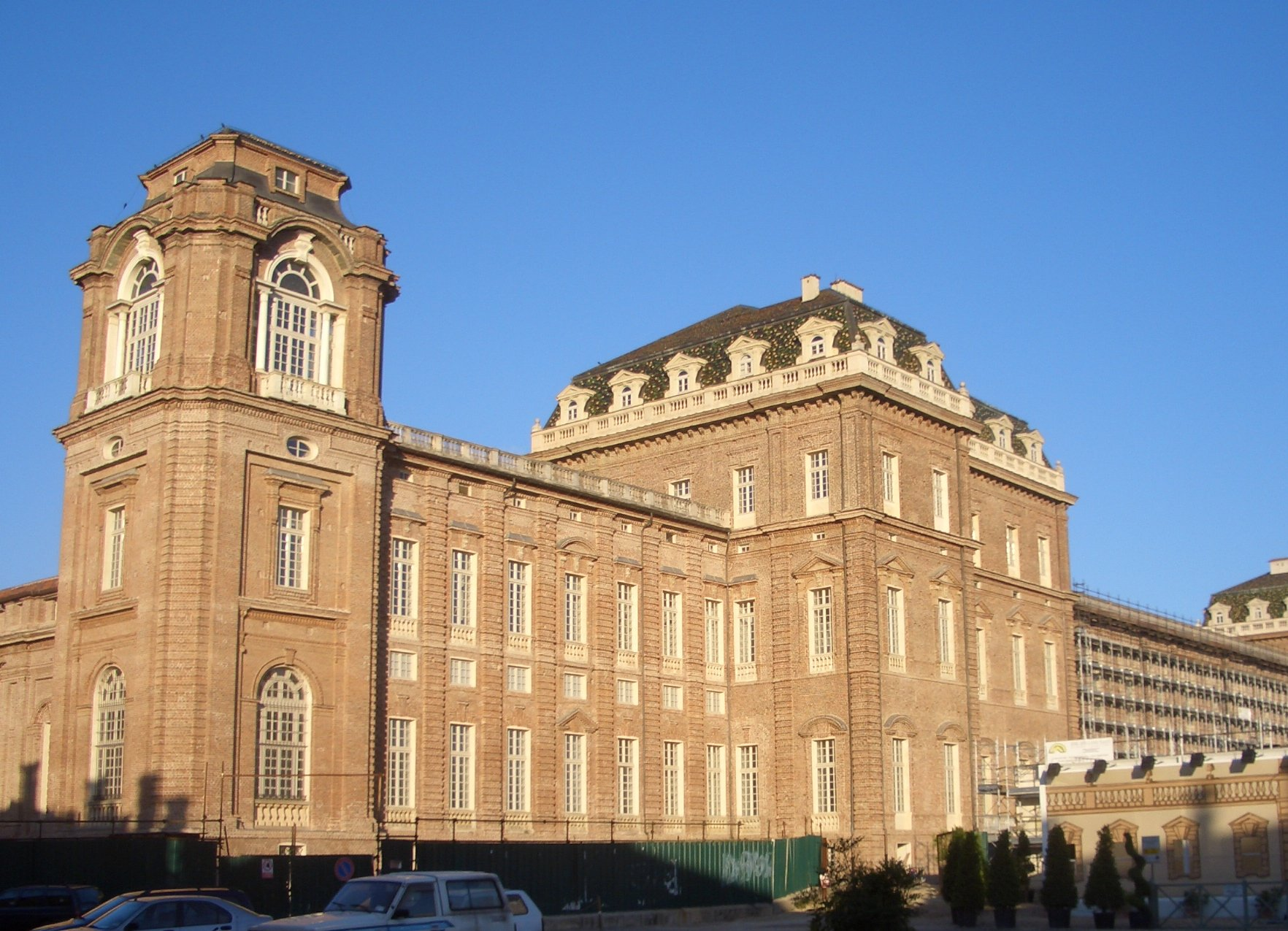
من داخل القصر.

قصر فيناريا (بالإيطالية: Reggia di Venaria Reale)‏ هو المقر الملكي السابق الموجود في فيناريا ريالي بالقرب من تورينو شمال إيطاليا. هو أحد المساكن الملكية لبيت سافوي. أدرج على قائمة التراث العالمي لليونسكو في عام 1997 وهو أحد أكبر المساكن الملكية في العالم فهو قابلة للمقارنة من حيث الحجم والهياكل بتلك في فرساي وكازيرتا (على الرغم من أن حديقة هذا الأخير أكبر بكثير).